# Иванечки Врховец
Иванечки Врховец је насељено место у Републици Хрватској у Вараждинској жупанији. Административно је у саставу града Иванца. Простире се на површини од 1,06 км2
Иванечки Врховец се налази 17 км југозападно од центра жупаније Вараждина.

## Становништво
На попису становништва 2011. године, Иванечки Врховец је имао 307 становника.
Према попису становништва из 2001. године у насељу Иванечки Врховец живело је 357 становника. који су живели у 91 породичних домаћинстава Густина насељености је 336,79 становника на км2
Кретање броја становника по пописима 1857—2001.
| година пописа  | 1857. | 1869. | 1880. | 1890. | 1900. | 1910. | 1921. | 1931. | 1948. | 1953. | 1961. | 1971. | 1981. | 1991. | 2001. |
| бр. становника | 107   | 197   | 220   | 234   | 248   | 317   | 316   | 338   | 410   | 425   | 339   | 313   | 306   | 317   | 357   |

НапоменаДо 1900. исказивано под именом Врховец. У 1973. део подручја овог насеља издвојен је у ново насеље Иванечко Насеље, за које садржи део података од 1857. до 1961. У 2001. смањено за део подручја који је припојен насељу Салиновец, за које садржи део података од 1857. до 1991.

## Попис1991.
На попису становништва 1991. године, насељено место Иванечки Врховец је имало 317 становника, следећег националног састава:
| Попис 1991.‍  | Попис 1991.‍  | Попис 1991.‍ | Попис 1991.‍ | Попис 1991.‍ |
| ------------ | ------------ | ----------- | ----------- | ----------- |
|              |              |             |             |             |
| Хрвати       | Хрвати       |             | 312         | 98,42%      |
| Албанци      | Албанци      |             | 1           | 0,31%       |
| неопредељени | неопредељени |             | 4           | 1,26%       |
| укупно: 317  |              |             |             |             |